# Москвін Валентин Артурович
Валентин Артурович Москвін; 8 січня 1968, Івано-Франківськ, Українська РСР, СРСР) —  український футболіст,  нападник. Станом на 7 вересня 2017 року працює тренером-викладачем в СДЮШОР «Прикарпаття» (м.Івано-Франківськ) та тренером аматорської команди «Нафтовик» (Долина).

## Біографія
Перший тренер — Юрій Шайкін.
У вищій лізі  чемпіонату СРСР провів 25 матчів, забив 2 голи.
У  вищій лізі чемпіонату України провів 114 матчів, забив 14 голів.
Валентин Москвін увійшов в історію як автор останнього гола дніпропетровського  «Дніпра» в  чемпіонатах СРСР.
За  збірну Україну зіграв 1 матч, 28 жовтня 1992 рік а в товариському матчі зі  збірної Білорусі.

## Досягнення
- Переможець  Меморіалу Гранаткіна в складі юнацької збірної СРСР (1986)
- Чемпіон СРСР серед дублерів (1991)
- Срібний призер  Чемпіонату Україні (1): 1993
- Бронзовий призер  Чемпіонату Україні (3): 1992, 1995, 1996
- Фіналіст  Кубка України (1): 1995